# Уршулін (Володавський повіт)
Уршулін (пол. Urszulin) — село в Польщі, у гміні Уршулін Володавського повіту Люблінського воєводства.
Населення — 1004 особи (2011).

## Демографія
Демографічна структура станом на 31 березня 2011 року:
|          | Загалом | Допрацездатний вік | Працездатний вік | Постпрацездатний вік |
| -------- | ------- | ------------------ | ---------------- | -------------------- |
| Чоловіки | 496     | 112                | 353              | 31                   |
| Жінки    | 508     | 112                | 321              | 75                   |
| Разом    | 1004    | 224                | 674              | 106                  |